# Danh sách tiểu hành tinh: 19501–19600
| Tên                 | Tên đầu tiên | Ngày phát hiện       | Nơi phát hiện                      | Người phát hiện          |
| ------------------- | ------------ | -------------------- | ---------------------------------- | ------------------------ |
| 19501 -             | 1998 KC50    | 23 tháng 5 năm 1998  | Socorro                            | LINEAR                   |
| 19502 -             | 1998 KB51    | 23 tháng 5 năm 1998  | Socorro                            | LINEAR                   |
| 19503 -             | 1998 KE65    | 22 tháng 5 năm 1998  | Socorro                            | LINEAR                   |
| 19504 Vladalekseev  | 1998 LL2     | 1 tháng 6 năm 1998   | La Silla                           | E. W. Elst               |
| 19505 -             | 1998 MC      | 16 tháng 6 năm 1998  | Woomera                            | F. B. Zoltowski          |
| 19506 -             | 1998 MN4     | 18 tháng 6 năm 1998  | Majorca                            | À. López, R. Pacheco     |
| 19507 -             | 1998 MZ13    | 19 tháng 6 năm 1998  | Caussols                           | ODAS                     |
| 19508 -             | 1998 MC17    | 27 tháng 6 năm 1998  | Kitt Peak                          | Spacewatch               |
| 19509 -             | 1998 MG38    | 29 tháng 6 năm 1998  | Anderson Mesa                      | LONEOS                   |
| 19510 -             | 1998 MV42    | 26 tháng 6 năm 1998  | La Silla                           | E. W. Elst               |
| 19511 -             | 1998 MC45    | 19 tháng 6 năm 1998  | Socorro                            | LINEAR                   |
| 19512 -             | 1998 QU2     | 17 tháng 8 năm 1998  | Socorro                            | LINEAR                   |
| 19513 -             | 1998 QN7     | 17 tháng 8 năm 1998  | Socorro                            | LINEAR                   |
| 19514 -             | 1998 QB75    | 24 tháng 8 năm 1998  | Socorro                            | LINEAR                   |
| 19515 -             | 1998 QM76    | 24 tháng 8 năm 1998  | Socorro                            | LINEAR                   |
| 19516 -             | 1998 QF80    | 24 tháng 8 năm 1998  | Socorro                            | LINEAR                   |
| 19517 Robertocarlos | 1998 SK164   | 18 tháng 9 năm 1998  | La Silla                           | E. W. Elst               |
| 19518 Moulding      | 1998 VZ13    | 10 tháng 11 năm 1998 | Socorro                            | LINEAR                   |
| 19519               | 1998 WB8     | 18 tháng 11 năm 1998 | Kushiro                            | S. Ueda, H. Kaneda       |
| 19520 -             | 1998 WC24    | 25 tháng 11 năm 1998 | Socorro                            | LINEAR                   |
| 19521 Chaos         | 1998 WH24    | 19 tháng 11 năm 1998 | Kitt Peak                          | Deep Ecliptic Survey     |
| 19522 -             | 1998 XQ83    | 15 tháng 12 năm 1998 | Socorro                            | LINEAR                   |
| 19523 Paolofrisi    | 1998 YX3     | 18 tháng 12 năm 1998 | Bologna                            | Osservatorio San Vittore |
| 19524 Acaciacoleman | 1998 YB7     | 23 tháng 12 năm 1998 | Kanab                              | E. E. Sheridan           |
| 19525 -             | 1999 CO      | 5 tháng 2 năm 1999   | Oizumi                             | T. Kobayashi             |
| 19526 -             | 1999 FS7     | 20 tháng 3 năm 1999  | Socorro                            | LINEAR                   |
| 19527 -             | 1999 FN30    | 19 tháng 3 năm 1999  | Socorro                            | LINEAR                   |
| 19528 Delloro       | 1999 GB1     | 4 tháng 4 năm 1999   | San Marcello                       | G. D'Abramo, A. Boattini |
| 19529 -             | 1999 GQ15    | 15 tháng 4 năm 1999  | Kitt Peak                          | Spacewatch               |
| 19530 -             | 1999 GQ23    | 6 tháng 4 năm 1999   | Socorro                            | LINEAR                   |
| 19531 Charton       | 1999 GM32    | 7 tháng 4 năm 1999   | Socorro                            | LINEAR                   |
| 19532 -             | 1999 GB34    | 6 tháng 4 năm 1999   | Socorro                            | LINEAR                   |
| 19533 Garrison      | 1999 GM35    | 7 tháng 4 năm 1999   | Socorro                            | LINEAR                   |
| 19534 -             | 1999 GL47    | 6 tháng 4 năm 1999   | Anderson Mesa                      | LONEOS                   |
| 19535 Rowanatkinson | 1999 HF3     | 24 tháng 4 năm 1999  | Reedy Creek                        | J. Broughton             |
| 19536 -             | 1999 JM4     | 10 tháng 5 năm 1999  | Socorro                            | LINEAR                   |
| 19537 -             | 1999 JL8     | 12 tháng 5 năm 1999  | Socorro                            | LINEAR                   |
| 19538 -             | 1999 JD12    | 13 tháng 5 năm 1999  | Socorro                            | LINEAR                   |
| 19539 Anaverdu      | 1999 JO14    | 14 tháng 5 năm 1999  | Ametlla de Mar                     | J. Nomen                 |
| 19540 -             | 1999 JF23    | 10 tháng 5 năm 1999  | Socorro                            | LINEAR                   |
| 19541 -             | 1999 JA27    | 10 tháng 5 năm 1999  | Socorro                            | LINEAR                   |
| 19542 Lindperkins   | 1999 JL27    | 10 tháng 5 năm 1999  | Socorro                            | LINEAR                   |
| 19543 Burgoyne      | 1999 JR30    | 10 tháng 5 năm 1999  | Socorro                            | LINEAR                   |
| 19544 Avramkottke   | 1999 JN33    | 10 tháng 5 năm 1999  | Socorro                            | LINEAR                   |
| 19545 -             | 1999 JY33    | 10 tháng 5 năm 1999  | Socorro                            | LINEAR                   |
| 19546 -             | 1999 JN34    | 10 tháng 5 năm 1999  | Socorro                            | LINEAR                   |
| 19547 Collier       | 1999 JP57    | 10 tháng 5 năm 1999  | Socorro                            | LINEAR                   |
| 19548 -             | 1999 JJ58    | 10 tháng 5 năm 1999  | Socorro                            | LINEAR                   |
| 19549 -             | 1999 JS58    | 10 tháng 5 năm 1999  | Socorro                            | LINEAR                   |
| 19550 Samabates     | 1999 JP61    | 10 tháng 5 năm 1999  | Socorro                            | LINEAR                   |
| 19551 Peterborden   | 1999 JL62    | 10 tháng 5 năm 1999  | Socorro                            | LINEAR                   |
| 19552 -             | 1999 JJ68    | 12 tháng 5 năm 1999  | Socorro                            | LINEAR                   |
| 19553 -             | 1999 JF71    | 12 tháng 5 năm 1999  | Socorro                            | LINEAR                   |
| 19554 -             | 1999 JU74    | 12 tháng 5 năm 1999  | Socorro                            | LINEAR                   |
| 19555 -             | 1999 JO77    | 12 tháng 5 năm 1999  | Socorro                            | LINEAR                   |
| 19556 -             | 1999 JV77    | 12 tháng 5 năm 1999  | Socorro                            | LINEAR                   |
| 19557 -             | 1999 JC79    | 13 tháng 5 năm 1999  | Socorro                            | LINEAR                   |
| 19558 -             | 1999 JK80    | 12 tháng 5 năm 1999  | Socorro                            | LINEAR                   |
| 19559 -             | 1999 JY80    | 12 tháng 5 năm 1999  | Socorro                            | LINEAR                   |
| 19560 -             | 1999 JH81    | 14 tháng 5 năm 1999  | Socorro                            | LINEAR                   |
| 19561 -             | 1999 JK81    | 14 tháng 5 năm 1999  | Socorro                            | LINEAR                   |
| 19562 -             | 1999 JM81    | 14 tháng 5 năm 1999  | Socorro                            | LINEAR                   |
| 19563 Brzezinska    | 1999 JB124   | 14 tháng 5 năm 1999  | Socorro                            | LINEAR                   |
| 19564 Ajburnetti    | 1999 JP126   | 13 tháng 5 năm 1999  | Socorro                            | LINEAR                   |
| 19565 -             | 1999 KF4     | 20 tháng 5 năm 1999  | Socorro                            | LINEAR                   |
| 19566 -             | 1999 KO6     | 23 tháng 5 năm 1999  | Woomera                            | F. B. Zoltowski          |
| 19567 -             | 1999 KS7     | 20 tháng 5 năm 1999  | Socorro                            | LINEAR                   |
| 19568 Rachelmarie   | 1999 KY14    | 18 tháng 5 năm 1999  | Socorro                            | LINEAR                   |
| 19569 -             | 1999 KM15    | 20 tháng 5 năm 1999  | Socorro                            | LINEAR                   |
| 19570 Jessedouglas  | 1999 LH6     | 13 tháng 6 năm 1999  | Prescott                           | P. G. Comba              |
| 19571 -             | 1999 LA7     | 8 tháng 6 năm 1999   | Kitt Peak                          | Spacewatch               |
| 19572 Leahmarie     | 1999 LE11    | 8 tháng 6 năm 1999   | Socorro                            | LINEAR                   |
| 19573 Cummings      | 1999 LW13    | 9 tháng 6 năm 1999   | Socorro                            | LINEAR                   |
| 19574 Davidedwards  | 1999 LQ21    | 9 tháng 6 năm 1999   | Socorro                            | LINEAR                   |
| 19575 Feeny         | 1999 LB22    | 9 tháng 6 năm 1999   | Socorro                            | LINEAR                   |
| 19576 -             | 1999 LP22    | 9 tháng 6 năm 1999   | Socorro                            | LINEAR                   |
| 19577 Bobbyfisher   | 1999 LP26    | 9 tháng 6 năm 1999   | Socorro                            | LINEAR                   |
| 19578 Kirkdouglas   | 1999 MO      | 20 tháng 6 năm 1999  | Reedy Creek                        | J. Broughton             |
| 19579 -             | 1999 MB1     | 23 tháng 6 năm 1999  | Woomera                            | F. B. Zoltowski          |
| 19580 -             | 1999 ND      | 4 tháng 7 năm 1999   | Đài thiên văn Zvjezdarnica Višnjan | K. Korlević              |
| 19581 -             | 1999 NC3     | 13 tháng 7 năm 1999  | Socorro                            | LINEAR                   |
| 19582 Blow          | 1999 NL4     | 13 tháng 7 năm 1999  | Reedy Creek                        | J. Broughton             |
| 19583 -             | 1999 NT4     | 12 tháng 7 năm 1999  | Đài thiên văn Zvjezdarnica Višnjan | K. Korlević              |
| 19584 Sarahgerin    | 1999 NZ6     | 13 tháng 7 năm 1999  | Socorro                            | LINEAR                   |
| 19585 Zachopkins    | 1999 NU7     | 13 tháng 7 năm 1999  | Socorro                            | LINEAR                   |
| 19586 -             | 1999 NA10    | 13 tháng 7 năm 1999  | Socorro                            | LINEAR                   |
| 19587 Keremane      | 1999 NG11    | 13 tháng 7 năm 1999  | Socorro                            | LINEAR                   |
| 19588 -             | 1999 NL11    | 13 tháng 7 năm 1999  | Socorro                            | LINEAR                   |
| 19589 Kirkland      | 1999 NZ14    | 14 tháng 7 năm 1999  | Socorro                            | LINEAR                   |
| 19590 -             | 1999 NG18    | 14 tháng 7 năm 1999  | Socorro                            | LINEAR                   |
| 19591 Michaelklein  | 1999 NW21    | 14 tháng 7 năm 1999  | Socorro                            | LINEAR                   |
| 19592 -             | 1999 NZ22    | 14 tháng 7 năm 1999  | Socorro                            | LINEAR                   |
| 19593 Justinkoh     | 1999 NZ29    | 14 tháng 7 năm 1999  | Socorro                            | LINEAR                   |
| 19594 -             | 1999 NL31    | 14 tháng 7 năm 1999  | Socorro                            | LINEAR                   |
| 19595 Lafer-Sousa   | 1999 NW31    | 14 tháng 7 năm 1999  | Socorro                            | LINEAR                   |
| 19596 Spegorlarson  | 1999 NX31    | 14 tháng 7 năm 1999  | Socorro                            | LINEAR                   |
| 19597 Ryanlee       | 1999 NJ32    | 14 tháng 7 năm 1999  | Socorro                            | LINEAR                   |
| 19598 Luttrell      | 1999 NL39    | 14 tháng 7 năm 1999  | Socorro                            | LINEAR                   |
| 19599 Brycemelton   | 1999 NX40    | 14 tháng 7 năm 1999  | Socorro                            | LINEAR                   |
| 19600 -             | 1999 NV41    | 14 tháng 7 năm 1999  | Socorro                            | LINEAR                   |